# Dobroń
Dobroń (1943–1945 Dobberwalde) – wieś w Polsce położona w województwie łódzkim, w powiecie pabianickim, w gminie Dobroń.
Leży nad rzeką Grabią, przy linii kolejowej między Pabianicami i Łaskiem, z przystankiem Dobroń.
W miejscowości istnieje straż pożarna, która została założona w 1911 roku.
Prywatna wieś duchowna Dobruń położona była w drugiej połowie XVI wieku w powiecie szadkowskim województwa sieradzkiego, własność krakowskiej kapituły katedralnej.
W latach 1954–1972 wieś należała i była siedzibą władz gromady Dobroń. W latach 1975–1998 miejscowość położona była w województwie sieradzkim.
W 2005 roku do wsi włączono: Dobroń-Osiedle (osada), Dobroń Poduchowny (wieś), Zakrzewki (wieś). Zniesiono części wsi Dobroń: Stary Dobroń, Żabieniec.
Miejscowość jest siedzibą gminy Dobroń.

## Historia
Znana jest od 1398 r., istnienie wsi odnotował także w swoich kronikach Jan Długosz.
W okresie przedrozbiorowym wieś ta stanowiła część dóbr pabianickich kapituły krakowskiej. Był tu folwark, młyn i karczma. Po II rozbiorze Polski dobra przejęły władze pruskie i podarowały je Francuzowi de Saint Paterne, który był tu przez 50 lat. Następnie majątek został kupiony przez Ludwika Mamrotha, później – Teodozję Kossobudzką z d. Zakrzewską. W 1897 r. na przetargu majątek nabył Zdzisław Keller, a po 1914 r. Władysław Kucharski.
W 1982 r. archeolodzy odkryli w Dobroniu osadę kultury pucharów lejkowych sprzed ok. 2,5 tys. lat p.n.e. Wieś składa się z Dobronia Dużego, Małego, Poduchownego, Dobronia Osiedla, rozbudowującego się osiedla Szczerki i Zakrzewek. Pomiędzy Dobroniem a Chechłem występuje wał wydmowy, tzw. „Góry Dobrońskie”.

## Zabytki
We wsi znajduje się kościół świętego Wojciecha zbudowany w latach 1763-1779 wg projektu ks. Sebastiana Sierakowskiego. Budowla drewniana, modrzewiowa o konstrukcji zrębowej, szalowana, na planie krzyża, z trójkątnie zamkniętym prezbiterium. Wewnątrz trzy ołtarze barokowe, rokokowa chrzcielnica, cenne żyrandole. Wśród naczyń liturgicznych złocona puszka z 1736 r. Drewniana dzwonnica o konstrukcji słupowej. Kapliczka św. Jana Nepomucena z XVIII wieku, obecnie przeniesioną do kościoła. W 1960 r. odrestaurowano wnętrze kościoła. Podjęli się tego plastycy: Kazimierz Walik i Eligiusz Baranowski, obaj z Torunia. Wokół kościoła stare lipy.
Na cmentarzu grób kilku nieznanych żołnierzy polskich, poległych we wrześniu 1939 r. w walce z Niemcami.

## Transport
Od 1927 r. wieś ma stację kolejową. Z Pabianicami i Łaskiem łączy Dobroń miejska komunikacja autobusowa. Przez miejscowość przebiega droga wojewódzka nr 482 (do 2014 r. był to fragment drogi krajowej nr 14).

## Kultura
Spotyka się tu jeszcze stroje ludowe zbliżone do sieradzkich. Rozwija się sztuka ludowa, zwłaszcza tkactwo, plastyka obrzędowa i zdobnictwo. Sukcesy, nawet za granicą, odnosi miejscowy zespół pieśni i tańca „Dobroń”- prowadzący swą działalność od 1958 roku.
W Dobroniu działa także od 1902 roku orkiestra dęta. Co roku bierze ona udział w obchodach święta Matki Boskiej Częstochowskiej na Jasnej Górze.

## Sport
Od 1949 roku działa w Dobroniu Ludowy Zespół Sportowy. Od 1970 roku po zmianie nazwy Ludowy Klub Sportowy, a od 1981 roku L K S ISKRA Dobroń. Klub prowadzi sekcje piłki siatkowej i piłki nożnej. W latach 70. brał udział w meczach barażowych o wejście do II ligi centralnej w piłce siatkowej, a w latach 90. uczestniczył w rozgrywkach klasy okręgowej w piłce nożnej. Największym sukcesem sekcji piłki nożnej jest awans w 1997 r. do 4.ligi kalisko-sieradzkiej. Nawiązana została w tym czasie współpraca z klubem SV Dorpen z Niemiec. Do najbardziej znanych działaczy klubu należeli Włodzimierz Sysio, Franciszek Antoniak, Tomasz Glonek i Stanisław Więclewski. Obecnie drużyny klubu uczestniczą w rozgrywkach piłki nożnej klasy A seniorów województwa łódzkiego oraz w klasach młodzieżowych. W 2010 roku drużyna seniorów gościła drużynę Peak Villa Thurles z Irlandii.
Prezesem klubu od 1981 roku jest Janusz Szerffel.
Od 1999 działa Ludowy Klub Sportowy „LUKS” Dobroń, który został założony przy Publicznym Gimnazjum w Dobroniu. Klub jest kontynuacją sekcji siatkarskiej ISKRY Dobroń (największy sukces – awans do II Ligi), zajmuje się szkoleniem młodzieży z terenu gminy oraz Pabianic i Łasku. Obecnie klub bierze udział w rozgrywkach ŁZPS. Prezesem klubu jest mgr Dariusz Jakóbek.
 przez Dobroń wiedzie Łódzka magistrala rowerowa (wg,ukł N-S)